# Bassett (Iowa)
Bassett – miasto w Stanach Zjednoczonych, w stanie Iowa, w hrabstwie Chickasaw.

## Demografia
W 2000 liczyło 74 mieszkańców. W 2023 liczba mieszkańców spadła do 42 osób, a gęstość zaludnienia poniżej 42 osób/km².